# پتر فرانتسن
پِتر ویلهلم فرانتسن (فنلاندی: Peter Vilhelm Franzén؛ زادهٔ ۱۴ اوت ۱۹۷۱ میلادی) بازیگر، فیلم‌نامه‌نویس و کارگردان اهل فنلاند است.

## زندگی شخصی
پتر فرانتسن در شهر کمینما در شمال فنلاند زاده شد. او دوران کودکی‌اش را دشوار توصیف نمود، چرا که یک ناپدری خشن و دائم‌الخمر داشت. بعدها، رابطه پتر با ناپدری بدرفتارش، یکی از محورهای اصلی کتاب شبه زندگینامه‌ای او به‌نام «بر فراز آب‌های تیره» شد. پتر حین تحصیل در «آکادمی تئاتر هلسینکی» به همسرش ایرینا بیورکلوند آشنا شد. این زوج در سال ۱۹۹۹ به لس آنجلس رفتند و تا سال ۲۰۱۳ در این شهر زندگی کردند تا آنکه به شهر روک‌وِر در فرانسه نقل مکان نمودند.

## زندگی حرفه‌ای
پتر فرانتسن تاکنون در بیش از ۵۰ فیلم و سریال تلویزیونی ظاهر شده‌است. وی بابت نقش‌آفرینی در فیلم ناخن‌گیر سگ برندهٔ جایزه یوسی بهترین بازیگر مرد شد. جی وایسبرگ منتقد فیلم مجلهٔ ورایتی او را یکی از بااستعدادترین هنرپیشگان فنلاند و بازیگری همه‌فن‌حریف توصیف نمود.
او در فیلم‌های فنلاندی، استونیایی، آلمانی، انگلیسی، سوئدی و مجاری هنرنمایی کرده‌است. در سال ۲۰۱۵ میلادی، فرانتسن برای ایفای نقش هارالد زیباموی در سریال تلویزیونی وایکینگ‌ها انتخاب شد. وی همچنین یکی از بازیگران سریال چرخ زمان (از تولیدات سرویس ویدئویی آمازون) است که هنوز پخش نشده‌است.

## نویسندگی
پتر فرانتسن در سال ۲۰۱۰ رمانی شبه زندگی‌نامه‌ای به‌نام «بر فراز آب‌های تیره» منتشر کرد و در سال ۲۰۱۳ دنباله‌ای برای آن با نام «با همان نگاه» نوشت.
شرکت نشر «تامی» در سال ۲۰۱۷ میلادی، سومین کتاب او را به نام «مزرعه‌ای با چرخ آسیاب شکسته» منتشر کرد.

## کارگردانی
فرانتسن در سال ۲۰۱۳ فیلمی با نام «بر فراز آب‌های تیره» بر پایهٔ رمان خودش ساخت. او در سال ۲۰۲۰ فیلم دیگری به نام عصر وایکینگ‌ها ساخت به زبان سوئدی کهن بود و خودش نیز در آن بازی کرد.

## جوایز و افتخارها
پتر فرانتسن در سال ۲۰۱۳ میلادی، برندهٔ نشان شیر فنلاند شد.

## گزیدهٔ نقش‌آفرینی‌ها

### سینما
- حکایت غول‌های خفته (۲۰۲۱)
- خاکستر در برف (۲۰۱۸)
- معدن (۲۰۱۶)
- یوهان فالک ۱۷: پایان (۲۰۱۵)
- یوهان فالک ۱۵: الماس‌های خونین (۲۰۱۵)
- بازگشت به خانه (۲۰۱۵)
- اُدیسهٔ لاپلاند ۲ (۲۰۱۵)
- تفنگدار (۲۰۱۵)
- بر فراز آب‌های تیره (۲۰۱۳)
- قلب یک شیر (۲۰۱۳)
- با من حرف بزن (۲۰۱۳)
- تطهیر (۲۰۱۲)
- وارس: راه مردان درستکار (۲۰۱۲)
- جاده شمال (۲۰۱۲)
- پهنه آبی (۲۰۱۱)
- شاهدخت (۲۰۱۰)
- کشیش شریر (۲۰۱۰)
- مسیر رالی (۲۰۰۹)
- هلسینکی (۲۰۰۹)
- سه مرد عاقل (۲۰۰۸)
- نظافتچی (۲۰۰۷)
- مادرسالار (۲۰۰۷)
- ماتی: جهنم برای قهرمانان (۲۰۰۶)
- ماشین‌های بابا (۲۰۰۶)
- امشب نمی‌خوابیم (۲۰۰۴)
- موسیقی عامه‌پسند (۲۰۰۴)
- بدشگون (۲۰۰۴)
- کودک شیرین (۲۰۰۴)
- ناخن‌گیر سگ (۲۰۰۴)
- پسران بد (۲۰۰۳)
- دزدها (۲۰۰۳)
- در مهتاب (۲۰۰۲)
- نام‌هایی بر لوح مرمرین (۲۰۰۲)
- در راه عمواس (۲۰۰۱)
- رولو و روح جنگل (۲۰۰۱)
- گوهر بیابان (۲۰۰۱)
- بادبادک‌هایی بر فراز هلسینکی (۲۰۰۱)
- عشق بدشگون (۲۰۰۰)
- بَـدینگ (۲۰۰۰)
- عشق و جنایت (۱۹۹۹)
- کمین (۱۹۹۹)
- پرنده‌های مهاجر (۱۹۹۸)
- تابستانی کنار رودخانه (۱۹۹۸)
- راهی به قلب یک زن (۱۹۹۶)
- مرگ یک گربه (۱۹۹۴)

### تلویزیون
- سندرم هلسینکی (هنوز پخش نشده)
- چرخ زمان (هنوز پخش نشده)
- بک - گونوالد (۲۰۱۶)
- وایکینگ‌ها (۲۰۲۰–۲۰۱۶)
- خون حقیقی (۲۰۰۹)
- شهرداری کارلیا (۲۰۱۲–۲۰۰۷)
- استودیو ایمپاسیبل (۲۰۰۶)
- سی‌اس‌آی: میامی (۲۰۰۴)
- دسته‌ها (۲۰۰۳)